# Vargem Grande
Vargem Grande é um município brasileiro do estado do Maranhão. Sua população estimada em 2022 foi de 43.261 habitantes.

## História
O município de Vargem Grande, elevado à vila em 1833, foi extinto em 1933, figurando como distrito de Itapecuru-Mirim. Dois anos mais tarde o município foi reinstalado em 15 de maio de 1935 pelo decreto nº 832.
Vargem Grande foi elevada à categoria de cidade pelo Decreto-Lei Nº 45, de 29 de março de 1938, mas a formação política e jurídica do município de que é sede teve origem com a criação, em 1835, da Vila da Manga do Iguará (hoje Nina Rodrigues). Em 1840, ainda uma pequena povoação, serviu de acampamento à 3ª Coluna, sob as ordens do major Feliciano Antônio Falcão, das tropas comandadas pelo coronel Luís Alves de Lima e Silva na repressão da Balaiada. Somente em julho de 1842, pela Lei provincial nº 7203, passou à condição de vila. Antigo ponto de encontro das estradas de boiadas que vinham de Caxias e Itapecuru-Mirim, até hoje Vargem Grande, apesar de ser um grande centro de produção agrícola, demonstra sua forte vocação para pecuária.

## Política

### Poder municipal
O Poder Executivo em Vargem Grande é representado pela Prefeitura de Vargem Grande, chefiada pelo prefeito e auxiliado pelo vice-prefeito e secretários municipais. Para o chefe do executivo criar alguma lei, é preciso a aprovação do Poder Legislativo, sendo este composto pela Câmara dos Vereadores de Vargem Grande com 15 vereadores, todos eleitos para ocupar a casa legislativa municipal.

## Turismo e Cultura

### Festejos Tradicionais
O município tem história, cultura e natureza. No mês de janeiro é realizado o festejo de São Sebastião – que dá nome à igreja matriz. Em agosto é realizado a romaria de São Raimundo Nonato dos Mulundus até o povoado de Paulica.

## Geografia

### Bairros
Alto Alegre (Alagadiço), Fátima (Cascavel), Açude, Baixa Grande, Centro, COHAB (Cohab Velha), Santa Maria (Cohab Nova), Preguiças, Rosalina, Santo Antônio, São Francisco, São José (Cerâmica), São Miguel, São Raimundo (Moisinho), Soldadinho, Trizidela, Vila Daniele, Canaã I e II.